# Pierre Gallien
Pierre Gallien (* 19. Oktober 1911 in Le Perreux-Sur-Marne; † 28. Mai 2009 in Barcelona) war ein französischer Radrennfahrer.

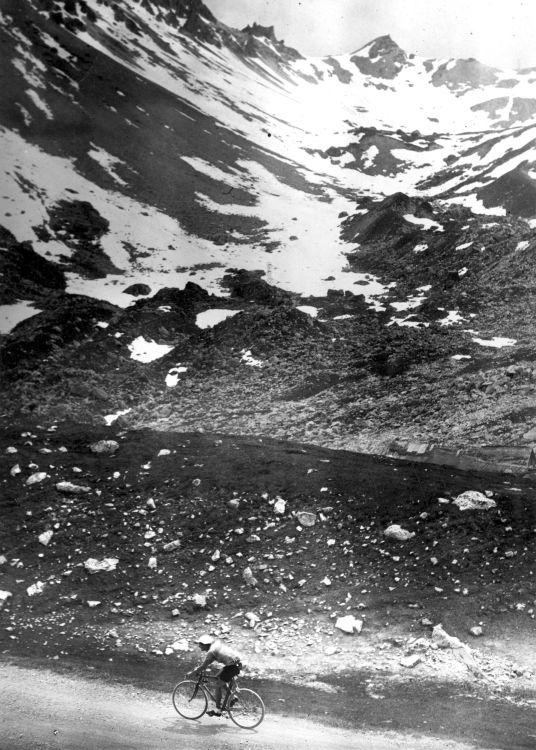

## Sportliche Laufbahn
Gallien gewann 1936 die dritte Austragung der Rumänien-Rundfahrt vor Stjepan Grgac und Willy Kutschbach aus Deutschland. 1932 siegte er im Rennen Paris–Sens. Von 1936 bis 1939 startete er als Berufsfahrer für das Radsportteam Helyett. Dreimal bestritt er die Tour de France, dabei wurde er 1937 8., 1938 15. und 1939 16. In der Tour 1939 gewann er eine Etappe. Er war der bis dahin älteste Etappensieger bei der Tour. 1939 wurde er Vierter der Marokko-Rundfahrt, wobei er eine Etappe gewann.